# Vallatia
Vallatia is een geslacht van slakken uit de  familie van de Clausiliidae.

## Soorten
De volgende soorten zijn bij het geslacht ingedeeld:
- Vallatia vallata (Mousson, 1859)